# 乔治·佩西纳
乔治·佩西纳（義大利語：Giorgio Pessina，1902年6月16日—1977年7月18日），意大利男子击剑运动员。他曾获得1928年夏季奥运会男子花剑团体金牌和1932年夏季奥运会男子花剑团体银牌。